# Rein Zwart Bokaal 2025
De Marathonschaatsen 2024/2025 Marathon Cup 14; Rein Zwart Bokaal 2025 was de vijfentwintigste wedstrijd van het Marathonseizoen die op zaterdag 8 februari 2025 plaatsvond in Thialf in Heerenveen. Het is de derde editie dat de Rein Zwart Bokaal werd gehouden ter na gedachtenis aan Rein Zwart.
Irene Schouten maakt een terugkomst in het peloton na twee maanden na de bevalling. Schouten kreeg een 'wildcard' met een neutraal pak.
De Top-divisie mannen werd gewonnen door Sjoerd den Hertog. Den Hertog ploeg Royal A-ware plaatste halverwege de wedstrijd een coup door de hele ploeg op te offeren voor een aanval van Den Hertog en ploeggenoot Tjerk de Boer samen met Nederlands kampioen Christian Haasjes. Haasjes? Luc ter Haar zag hier nog een kans in sprong naar de kop waar De Boer wegviel en daardoor Royal A-ware in de minderheid kwam. Met hulp van Jorrit Bergsma en daarna Daan Gelling loste Den Hertog echter alle concurrentie en kon daarna naar de winst soleren voor Ter Haar, die het oranje leiderspak overnam, en Haasjes. Marijke Groenewoud had de top-divisie wedstrijd bij de vrouwen gewonnen. Terwijl de ogen rond vooral op Irene Schouten waren die twee maanden na bevallen te zijn terugkeerde in het peloton.  Schouten moest de strijd vooraan het peloton aan andere laten. Een kopgroep van zes bleef weg en daarin sprintte Groenewoud naar haar veertiende overwinning van het seizoen, met nog een overwinning dit seizoen evenaart Groenewoud het record van Daniëlle Bekkering met de meeste overwinningen in een seizoen. Veerle van Koppen en Kim Talsma mochten met de veel winnares mee naar het podium. Schouten mengde zich in de pelotonsprint om plek zeven waarin enkel Esther Kiel haar klopte.
Met een machtige sprint had Mathijs van Zwieten de schaatsmarathon bij de beloften mannen gewonnen. Op het snelle ijs van Thialf was Van Zwieten in de sprint van een kopgroep van tien Tom den Heijer en Ids Bouma te snel af. In de tweede helft van de wedstrijd ontplofte het peloton waarbij eerst een groep van zes rondging. Van Zwietenn sloot hier later met Melle Brouwer, Adne Koster en Ids Bouma nog bij aan en kon in de finale het uiteindelijk afmaken. Bij de beloften vrouwen had Vera van Ditshuizen de beloftenmarathon gewonnen. Van Ditshuizen ontsnapte uit het peloton en reed solo over de finish. Renée Schipper zag het gevaar, reageerde en omdat vanuit de achtervolgende groep geen achtervolging in gang kwam reed zij naar der tweede plaats. Vijfvoudig winnares Maaike Koelewijn, de te kloppen vrouw in de kopgroep, nam geen verantwoording in de achtervolging maar snelde volgens wel naar de derde plaats.

## Tijdschema
| Datum                    | Tijd (CET) | Onderdeel           |
| ------------------------ | ---------- | ------------------- |
| Zaterdag 8 februari 2025 | 17:00      | Beloften vrouwen    |
| Zaterdag 8 februari 2025 | 17:55      | Beloften mannen     |
| Zaterdag 8 februari 2025 | 19:11      | Top-divisie vrouwen |
| Zaterdag 8 februari 2025 | 20:20      | Top-divisie mannen  |

## Podia
| Klasse              | Eerste              | Tweede         | Derde              |
| ------------------- | ------------------- | -------------- | ------------------ |
| Top-divisie mannen  | Sjoerd den Hertog   | Luc ter Haar   | Christiaan Haasjes |
| Top-divisie vrouwen | Marijke Groenewoud  | Kim Talsma     | Veerle van Koppen  |
| Beloften mannen     | Mathijs van Zwieten | Tom den Heijer | Ids Bouma          |
| Beloften vrouwen    | Vera van Ditshuizen | Renée Schipper | Maaike Koelewijn   |

## Uitslag Top-divisie mannen[3]
| #      | Rijder            | Nationaliteit | Ploeg                           | Ronde | Punten |
| ------ | ----------------- | ------------- | ------------------------------- | ----- | ------ |
| Goud   | Sjoerd den Hertog | Nederland     | Royal A-ware                    | 126   | 30,1   |
| Zilver | Luc ter Haar      | Nederland     | Bouwselect / De Haan Westerhoff | 126   | 26     |
| Brons  | Christian Haasjes | Nederland     | Bouwselect / De Haan Westerhoff | 126   | 23     |
| 4      | Bart Hoolwerf     | Nederland     | Team Reggeborgh                 | 125   | 17     |
| 5      | Harm Visser       | Nederland     | Team Essent                     | 125   | 16     |
| 6      | Jorian ten Cate   | Nederland     | OKAY/Interfarms                 | 125   | 15     |
| 7      | Hylke de Boer     | Nederland     | Sprog                           | 125   | 14     |
| 8      | Germain Deschamps | Frankrijk     |                                 | 125   | 13     |
| 9      | Giovanni Trébouta | Frankrijk     | A6.nl / KMC                     | 125   | 12     |
| 10     | Jorrit Bergsma    | Nederland     | Royal A-ware                    | 125   | 11     |
| 11     | Evert Hoolwerf    | Nederland     | Team Reggeborgh                 | 125   | 10     |
| 12     | Niels Overvoorde  | Nederland     | Bouwselect / De Haan Westerhoff | 125   | 9      |

125 ronden
1:02:21uur (gem. 29,9sec) 48,1km/h

## Uitslag Top-divisie vrouwen[4]
| #      | Rijder               | Nationaliteit | Ploeg                               | Ronde | Punten |
| ------ | -------------------- | ------------- | ----------------------------------- | ----- | ------ |
| Goud   | Marijke Groenewoud   | Nederland     | Team Albert Heijn Zaanlander        | 80    | 25,1   |
| Zilver | Kim Talsma           | Nederland     | Bouwbedrijf De Vries                | 80    | 21     |
| Brons  | Veerle van Koppen    | Nederland     | Puur ICT / BTZ                      | 80    | 18     |
| 4      | Sophie Kraaijeveld   | Nederland     | Turner                              | 80    | 17     |
| 5      | Eline van Voorden    | Nederland     | Fortune Coffee                      | 80    | 16     |
| 6      | Bente Kerkhoff       | Nederland     | Team Albert Heijn Zaanlander        | 80    | 15     |
| 7      | Esther Kiel          | Nederland     | Puur ICT-BTZ                        | 80    | 14     |
| 8      | Irene Schouten       | Nederland     |                                     | 80    | 13     |
| 9      | Tessa Snoek          | Nederland     | VGR Sport / Vreugdenhil Dairy Foods | 80    | 12     |
| 10     | Elsemieke van Maaren | Nederland     | OKAY/Interfarms                     | 80    | 11     |
| 11     | Jet Fransen          | Nederland     | Wokke Vastgoed                      | 80    | 10     |
| 12     | Gioya Lancee         | Nederland     | Puur ICT-BTZ                        | 80    | 9      |
| 13     | Maaike Verweij       | Nederland     | Team Albert Heijn Zaanlander        | 80    | 8      |
| 14     | Tjilde Bennis        | Nederland     | Turner                              | 80    | 7      |
| 15     | Eline Cox            | Nederland     | OCRE                                | 80    | 6      |
| 16     | Sylvia de Vries      | Nederland     | Victron Energy                      | 80    | 5      |
| 17     | Olin Verhoog         | Nederland     | OCRE                                | 80    | 4      |
| 18     | Paula Konijn         | Nederland     | OCRE                                | 80    | 3      |
| 19     | Heleen Docter        | Nederland     | Fortune Coffee                      | 80    | 2      |
| 20     | Nienke Smit          | Nederland     | OCRE                                | 80    | 1      |

80 ronden
0:43:33uur (gem. 32,7sec) 44,1km/h

## Uitslag beloften mannen[5]
| #      | Rijder              | Nationaliteit | Ploeg                               | Ronde | Punten |
| ------ | ------------------- | ------------- | ----------------------------------- | ----- | ------ |
| Goud   | Mathijs van Zwieten | Nederland     | Douma Staal                         | 101   | 30,1   |
| Zilver | Tom den Heijer      | Nederland     | OKAY/Interfarms                     | 101   | 26     |
| Brons  | Ids Bouma           | Nederland     | OKAY/Interfarms                     | 101   | 23     |
| 4      | Nino van Dijk       | Nederland     | Traumeel Gel                        | 101   | 22     |
| 5      | Jurian Haasjes      | Nederland     | Arbeidsrecht de Graaf               | 101   | 21     |
| 6      | Adne Koster         | Nederland     | Speelman / Exclusief Vastgoedbeheer | 101   | 20     |
| 7      | Melle Brouwer       | Nederland     | Ormer ICT                           | 101   | 19     |
| 8      | Jelle Koeleman      | Nederland     | Douma Staal                         | 101   | 18     |
| 9      | Mats ten Cate       | Nederland     | Speelman / Exclusief Vastgoedbeheer | 101   | 17     |
| 10     | Bram Kras           | Nederland     | Wokke Vastgoed                      | 101   | 16     |
| 11     | Doucelin Pedicone   | Frankrijk     |                                     | 100   | 10     |
| 12     | Twan Berlijn        | Nederland     | Wokke Vastgoed                      | 100   | 9      |
| 13     | Joost de Jong       | Nederland     | Bouwselect / De Haan Westerhoff     | 100   | 8      |
| 14     | Tom Mulder          | Nederland     | Schaatsplus                         | 100   | 7      |
| 15     | Simon de Smit       | Nederland     | Vector                              | 100   | 6      |
| 16     | Arn Botman          | Nederland     | Wokke Vastgoed                      | 100   | 5      |
| 17     | Joël Haasjes        | Nederland     | Arbeidsrecht de Graaf               | 100   | 4      |
| 18     | Ruben Verkerk       | Nederland     | Ormer ICT                           | 100   | 3      |
| 19     | Daan Berkhout       | Nederland     | Team Reggeborgh                     | 100   | 2      |
| 20     | Jurian Koolhaas     | Nederland     | Vector                              | 100   | 1      |

100 ronden
0:51:44uur (gem. 31,0sec) 46,4km/h

## Uitslag beloften vrouwen[6]
| #      | Rijder                  | Ploeg     | Nationaliteit                       | Ronde | Punten |
| ------ | ----------------------- | --------- | ----------------------------------- | ----- | ------ |
| Goud   | Vera van Ditshuizen     | Nederland | Boltrics                            | 61    | 30,1   |
| Zilver | Renée Schipper          | Nederland | Vector                              | 61    | 26     |
| Brons  | Maaike Koelewijn        | Nederland | Fortune Coffee                      | 61    | 23     |
| 4      | Anna Marit Sybrandi     | Nederland | Boltrics                            | 61    | 22     |
| 5      | Britt van Wees          | Nederland | Wokke Vastgoed                      | 61    | 21     |
| 6      | Bianca van der Meer     | Nederland |                                     | 61    | 20     |
| 7      | Liset Speelman          | Nederland | Speelman / Exclusief Vastgoedbeheer | 61    | 19     |
| 8      | Willeke Bouwhuis        | Nederland |                                     | 61    | 18     |
| 9      | Emma Noz                | Nederland | Leontienhuis                        | 61    | 17     |
| 10     | Manon Gremmen           | Nederland | Husqvarna / Praktijk Centrum Bomen  | 61    | 16     |
| 11     | Iris Tiben              | Nederland | Wokke Vastgoed                      | 60    | 10     |
| 12     | Julia Nizan             | Frankrijk |                                     | 60    | 9      |
| 13     | Mayke Vriesinga         | Nederland | Boltrics                            | 60    | 8      |
| 14     | Jolanda Langeland       | Nederland | Speelman / Exclusief Vastgoedbeheer | 60    | 7      |
| 15     | Thirza Koers            | Nederland | Speelman / Exclusief Vastgoedbeheer | 60    | 6      |
| 16     | Sanne Westra            | Nederland | Victron Energy                      | 60    | 5      |
| 17     | Sterre Kuijs            | Nederland | OCRE                                | 60    | 4      |
| 18     | Randi Dekker            | Nederland | Mijnten Schaats- Skeelersport       | 60    | 3      |
| 19     | Jitte Schuitemaker      | Nederland | Vector                              | 60    | 2      |
| 20     | Viviana Rodríguez Rojas | Chili     | 21Adventures.nl                     | 60    | 1      |

60 ronden
0:34:16uur (gem. 34,3sec) 42,0km/h

### Snelste wedstrijdgemiddelde
| Klasse              | Snelste gemiddelde       | Tijd     | Ronden | Schaatsster         | Nationaliteit | Ploeg                        |
| ------------------- | ------------------------ | -------- | ------ | ------------------- | ------------- | ---------------------------- |
| Top-divisie Mannen  | 48,1 km/h (gem. 29,2sec) | 01:02:21 | 125    | Sjoerd den Hertog   | Nederland     | Royal A-ware                 |
| Top-divisie Vrouwen | 44,1 km/h (gem. 32,7sec) | 00:43:33 | 80     | Marijke Groenewoud  | Nederland     | Team Albert Heijn Zaanlander |
| Beloften Mannen     | 46,4 km/h (gem. 31,0sec) | 00:51:44 | 100    | Mathijs van Zwieten | Nederland     | Douma Staal                  |
| Beloften Vrouwen    | 42,0 km/h (gem. 34,3sec) | 00:34:16 | 60     | Vera van Ditshuizen | Nederland     | Boltrics                     |

2023 · 
2024 · 
2025 ·
Marathon Cup 1 · 
Marathon Cup 2 · 
Marathon Cup 3 ·
Marathon Cup 4 · 
Marathon Cup 5 · 
Marathon Cup 6 · 
Marathon Cup 7 · 
Marathon Cup 8 · 
De Vier van Noord-Holland 1 · 
De Vier van Noord-Holland 2 · 
De Vier van Noord-Holland 3 · 
De Vier van Noord-Holland 4 · 
Marathon Cup 9 · 
NK kunstijs · 
Marathon Cup 10 · 
Marathon Cup 11 · 
Marathon Cup 12 · 
Marathon Cup 13 · 
Grand Prix 1 · 
Open NK natuurijs · 
Grand Prix 2 · 
Grand Prix 3 · Marathon Cup 14 · 
Marathon Cup 15 · 
Grand Prix 4 · 
Grand Prix 5 · 
Grand Prix 6 ·  
Marathon Cup 16  · 
Klassementen: KNSB Cup ·
Jongeren · 
Ploegen ·
Grand Prix ·
Club-assistent Brabantcup ·
De Vier van Noord-Holland
Lijst van schaatsmarathonrijders 2024/2025